# 88786 Thanadelthur
88786 Thanadelthur este o planetă minoră (asteroid) din centura de asteroizi. A fost descoperită pe 20 septembrie 2001 la Experimental Test Site⁠(d) de Lincoln Near-Earth Asteroid Research. 
Obiectul prezintă o orbită caracterizată de o semiaxă mare de 2,2900560608224 UAi, o excentricitate de 0,21675978355944, o înclinație de 5,3225621964884 ° în raport cu ecliptica.